# Messerschmitt Me 263
O Messerschmitt Me 263   foi um interceptor a foguete, desenvolvido no final da Segunda Guerra Mundial a partir do Me 163 Komet. Originalmente designado Junkers Ju 248, três protótipos foram construídos mas nunca voaram através da sua própria propulsão, dada a rápida deterioração da economia alemã que impediu a conclusão do programa, cujo objectivo era o de criar uma aeronave capaz de contornar o problema do elevado número de mortes resultantes do modo de descolagem e aterragem do Me 163, capaz de levar mais combustível e com uma aerodinâmica mais aperfeiçoada.